# ARP Chroma

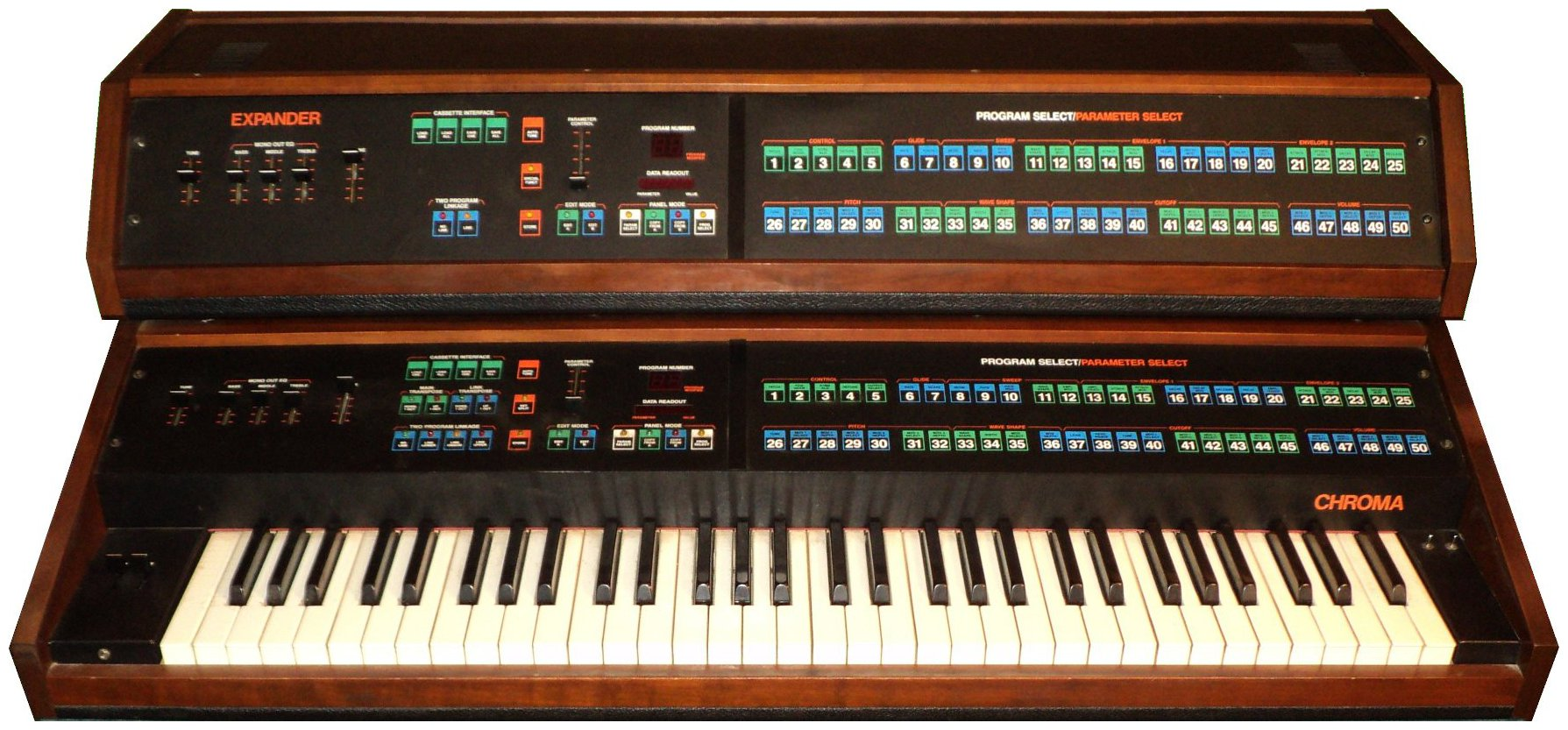
Un synthétiseur Chroma avec son expandeur

L'ARP Chroma est un synthétiseur polyphonique analogique/numérique programmable conçu par la société américaine ARP en 1980, fabriqué et distribué par la firme Rhodes de 1981 à 1983.
Le Chroma est un synthétiseur de scène doté d'un clavier à 64 touches et d'un panneau avant comportant de nombreux boutons à membranes, un seul potentiomètre et un afficheur LCD. Son aspect est proche du Yamaha DX7. Très avant-gardiste, le Chroma innove sur différents points : usage systématique de microprocesseurs pour une grande souplesse de configuration (mémoires, routage des modules, accordage), clavier sensible au toucher et pour la première fois une interface à broches dédiée aux micro-ordinateurs, avec un protocole préfigurant le MIDI.
Philip Dodds, alors vice-président d'ARP, revend à CBS, propriétaire de Rhodes, les droits du Chroma afin d'éponger la dette de sa société. Chargé de remettre en route le projet, il réembauche l'équipe de recherche et développement (21 personnes, dont Paul DeRocco le concepteur, et Tony Williams, spécialiste en électronique numérique) et construit une première série de cinquante exemplaires à Woburn (Massachusetts). La production en série est peu après lancée chez Gulbransen, un fabricant d'orgues malheureusement mal équipé pour la fabrication et le montage de cartes électroniques. CBS décide finalement de transférer la chaîne de fabrication à Fullerton en Californie. Environ trois mille exemplaires du Chroma (dont sa version rack le Chroma Expander) seront fabriqués jusqu'à la fin de l'année 1983.
À la suite de nombreux désaccords avec CBS, l'équipe d'origine quitte le projet ; le Chroma Polaris, une version simplifiée équipée d'une interface MIDI et d'un séquenceur, sort en 1984.

## Caractéristiques techniques
- Polyphonie : 16 voix, 2 oscillateurs par voix
- Multitimbralité : 2
- Mémoires : 50
- 75 boutons à membranes
- Processeur central : Intel 80186
- Clavier en bois de 64 touches, sensible à la vélocité
- Filtres passe-bas multimodes (Curtis CEM3350)
- Interface à 25 broches, compatible Apple II
- Interface cassette
- Prix d'origine : 5 295 $
- Environ 3 000 exemplaires produits

## Utilisateurs du Chroma
- Herbie Hancock
- Joe Zawinul
- Vangelis

## Sources
- (en) Fiche, sur synthmuseum.com.
- (en) Un site très complet sur le Chroma, sur rhodeschroma.com.